# Josefina Manresa
Josefa Manresa Marhuenda, más conocida como Josefina Manresa (Quesada, Jaén, 2 de enero de 1916-Elche, Alicante, 18 de febrero de 1987), fue la esposa y principal fuente de inspiración del poeta español Miguel Hernández.
Como persona, su vida puede ser considerada el resignado reflejo de una época en la que ser mujer al tiempo que viuda de un poeta «de izquierdas» fallecido en la cárcel no resultaba fácil.
Los estudiosos de la obra hernandiana coinciden en señalar que, sin su trabajo a lo largo de todo el régimen franquista, gran parte de los textos del poeta oriolano se hubiesen perdido para siempre.

## Biografía

### Familia y primeros años
Hija de un guardia civil destinado en el cuartel de Quesada, la familia regresa en 1927 a la provincia de Alicante, de la que son originarios, más concretamente a San Miguel de Salinas, donde nace su hijo Manuel; Dolores, donde nacen sus tres hijas pequeñas, Orihuela, donde –desde los 13 años– trabaja como aprendiz en varios talleres de costura, primero, y una fábrica de seda situada detrás del convento de san Francisco, más tarde, a la que asiste dos años (solo entre 1928 y 1929 estudia en el colegio de monjas de la Beneficencia, ubicado en la calle Santiago, por el que se pagan por entonces 5 pesetas mensuales); y finalmente Elda, a donde llegan el 12 de abril de 1936.

### Noviazgo y matrimonio
Aunque ya le han hablado de él e incluso ha visto ejemplares de su Perito en lunas (20 ene. 1933) en el escaparate de la tienda de Ramón Sijé, hasta el 15 de agosto de ese año (durante la feria de Orihuela) no conoce personalmente a Miguel Hernández, con quien, después de tres años y medio de noviazgo, contrae matrimonio civil el 9 de marzo de 1937 en el Juzgado de Orihuela, tras lo cual se establecen en Cox (Alicante).
El 4 de marzo de 1942, se lleva a cabo la boda canónica en el «Reformatorio de Adultos» de Alicante, veinticuatro días antes de la muerte del poeta, celebrada por el capellán de la institución Salvador Pérez Lledó.
Años más tarde, la propia Josefina dice de esta etapa:

Yo no soy nadie para conceder entrevistas. Soy simplemente una mujer sencilla y tímida de la que Miguel Hernández se enamoró. Yo era muy joven entonces.

Martí Gómez, José (26 mar. 1985). «Miguel Hernández: reconstrucción de lo que fue parte de su vida». La Vanguardia (Barcelona) (37 087): 25.

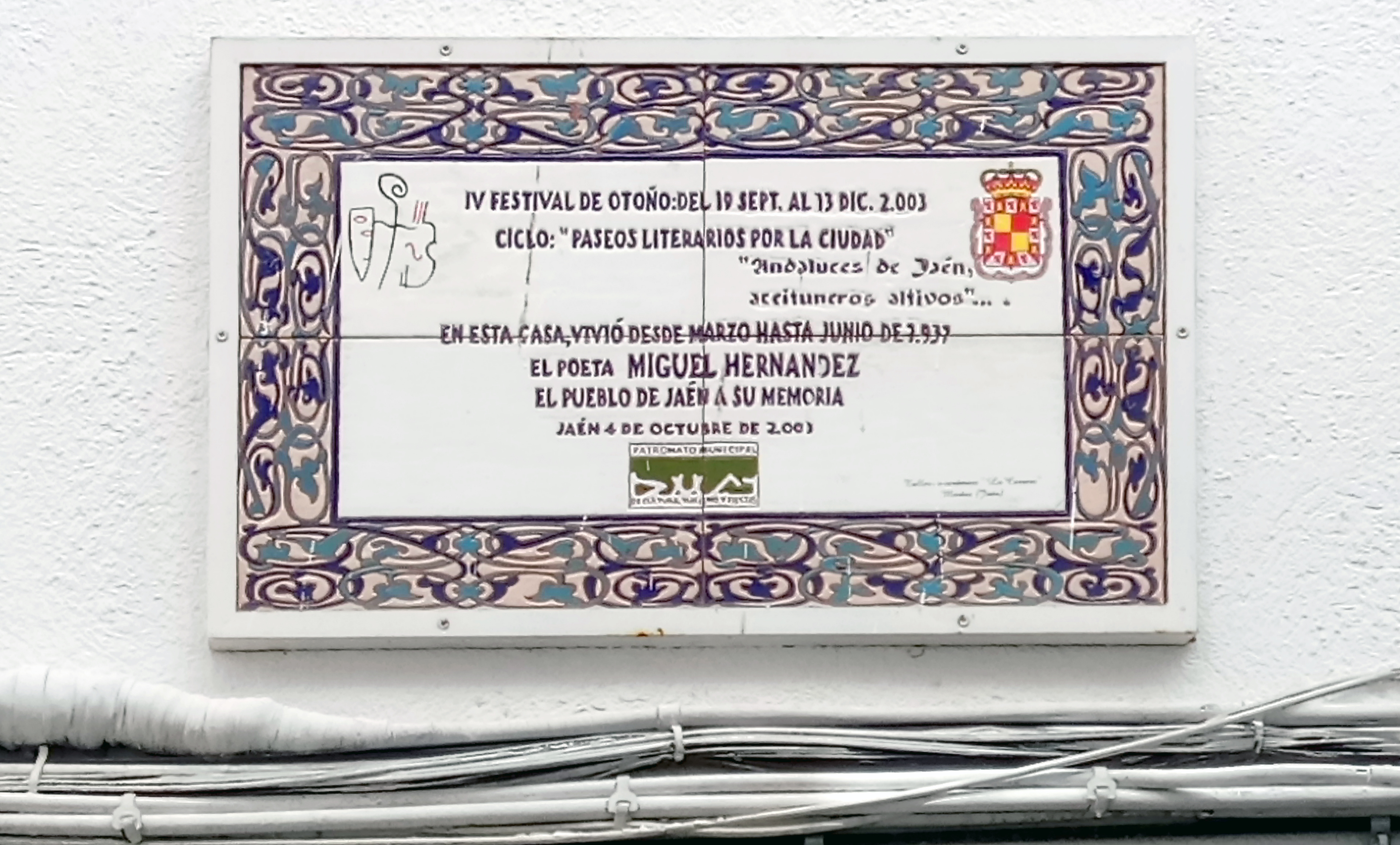
"Aquella residencia en Jaén donde estaba instalado el Altavoz del Frente había sido casa de una marquesa".
Placa conmemorativa de la estancia de Miguel Hernández en Jaén, marzo-junio de 1937.

Casi a renglón seguido, los flamantes esposos se trasladan a Jaén capital (casa n.º 9 de la antigua calle La Llana, actual Francisco Coello, n.º 9), desde donde el poeta –a las órdenes directas del controvertido dirigente comunista italiano Vittorio Vidali– participa activamente en la contienda como comisario cultural y director del rotativo Altavoz del Frente Sur.
Pero el inminente fallecimiento de la madre de Josefina obliga a esta a regresar un mes después a Cox, donde la joven –que está ya embarazada– queda a cargo de sus tres hermanas menores (Manuel, que por entonces ya tiene unos 17 años, se va con su cuñado al frente de Jaén, en el que muere a consecuencia de una bala perdida).

En Jaén estuve hasta el diecinueve de abril, en que yo regresé a Cox. Mi madre estaba muy enferma. Murió el veintidós y yo le mandé enseguida un telegrama a Miguel, que vino inmediatamente…

Del mes y pico que estuvimos juntos en Jaén, me acuerdo que salíamos juntos muchas veces al campo y que Miguel se bañaba en una alberca que había allí. […]

Yo me quedé aquí en Cox definitivamente. Aquí habíamos enterrado a mi madre, aquí tenía familia y el pueblo, muy tranquilo, le gustaba mucho a Miguel.

Monleón, José (18 dic. 1974). «Con Josefina Manresa, la de Miguel Hernández». Triunfo (Barcelona) (639): 36-41, 43.

En plena guerra civil, nacen en Cox sus dos hijos: Manuel Ramón (19 dic. 1937), fallecido prematuramente el 19 de octubre del año siguiente, y Manuel Miguel (4 ene. 1939-23 may. 1984).

Cuando acabó la guerra, teníamos la casa en Cox. Miguel decidió marcharse a Sevilla con el propósito de refugiarnos algún tiempo en la finca de un amigo. Pero este le dijo que no era posible porque temía que los caseros lo descubrieran. Así que decidió marcharse a Portugal. Después de pasar la frontera, la Policía portuguesa lo detuvo y lo entregó inmediatamente a la española.

Monleón, José (18 dic. 1974). «Con Josefina Manresa, la de Miguel Hernández». Triunfo (Barcelona) (639): 36-41, 43.

Así, desde mediados de 1939 hasta principios de 1942, Josefina dirige a su marido –recluido sucesivamente en las cárceles de Torrijos, Conde de Toreno (Madrid), Palencia, Penal de Ocaña (Toledo) y, por último, el «Reformatorio de Adultos» de Alicante («Cuando trajeron a Miguel, yo me fui a vivir a Alicante, para estar cerca de él. Vivía en casa de una hermana suya…»)– una serie de cartas de tono resignado, en las que, en algún momento, se detecta su precaria situación económica, lo que lleva a Miguel a escribir uno de sus poemas más conocidos:

En la cuna del hambre
mi niño estaba.
Con sangre de cebolla 
se amamantaba.

Nanas de la cebolla (fragmento), septiembre de 1939.

### Viuda de Miguel Hernández
Tras la muerte del poeta el 28 de marzo de 1942, Josefina dedica el resto de su existencia a la recopilación y protección de su legado literario, celosamente escondido «en un baúl que heredé de mi madre, donde se guardaba la ropa de cama…»
En 1950, deja la casa de Cox para comenzar una nueva vida con su hijo «Manolillo» en Elche, donde tiene algunos familiares:

La viuda de Miguel Hernández ha trasladado su vivienda a Elche para buscar más trabajo de coser, y que el niño vaya al colegio. ¿Podrás mandarle las 125 pesetas que de vez en cuando te pido para ella? Pues hazlo si puedes, y si ahora no puedes dímelo para buscarlo de otro modo. No me digas sí: con callar sé que lo haces. Te doy sus nuevas señas: Josefina Manresa. Partida Carrús, 352 (Elche) Alicante.

Carta de Vicente Aleixandre a José Antonio Muñoz Rojas.

Josefina lo relata así:

En 1950 me vine a Elche con mi hijo de once años. Recién llegada aquí me dio el primer ataque de glaucoma. […] en esos años trabajé sin descanso. De Cox me traje la costura que tenía a medio hacer y las vecinas y amigas de mis hermanas me traían mucha también. Una de mis hermanas estaba trabajando con unas señoras que tenían una tienda de confección de prendas de niño y niña, y empezaron a darme a coser algunas cosas, quedando satisfechas. […] Trabajaba con mucha velocidad, y muchísimas horas, desde las ocho de la mañana hasta las tres de la otra mañana.

A principios de septiembre de 1964, un grupo de quesadeños entre los que se encuentran Cesáreo Rodríguez-Aguilera, su esposa, Mercedes de Prat, Antonio Navarrete (alcalde) y Bienvenido Bayona, consiguen que –casi cuarenta años después– Josefina vuelva a su pueblo natal.

Estando en Jaén con Miguel, le expresé mi deseo de ir a conocer mi pueblo, y a él también le ilusionaba conocerlo y complacerme; pero resultó Quesada estar más lejos de Jaén de lo que nosotros creíamos, y no había un medio fácil para ir, y por mi precipitada estancia allí nos quedamos con ese deseo.

Manresa, Josefina (2010; 3.ª edición). Recuerdos de la viuda de Miguel Hernández. Madrid: Ediciones de la Torre. p. 69. ISBN 9788479604622.

La visita dura tres días, si bien las circunstancias políticas del momento hacen que pase prácticamente inadvertida.
A finales de mayo de 1980, se presenta la primera edición de su libro de memorias Recuerdos de la viuda de Miguel Hernández: «Haber escrito esto, para mí, que no soy de la familia de las letras, ha sido un gran trabajo. Pero como deber que me había impuesto, aquí están mis recuerdos, que cedo a los aficionados de la vida y la obra de Miguel, lo cual para mí es una satisfacción».
Desde la inesperada muerte de Manuel Miguel en mayo de 1984, a los 45 años de edad, Josefina no sale prácticamente de su domicilio, por lo que no asiste a la reapertura de la Casa-Museo de Miguel Hernández en Orihuela en marzo de 1985, ni a la presentación por parte de Alfonso Guerra de los Veinticuatro sonetos inéditos a finales de octubre del año siguiente, ni a la cesión del extenso legado documental de Miguel al Archivo Municipal de Elche un mes más tarde… Solo en septiembre de 1986 acude al cementerio de Alicante, donde –en la más estricta intimidad– presencia el traslado de los restos del poeta y su hijo a la zona de alicantinos ilustres.

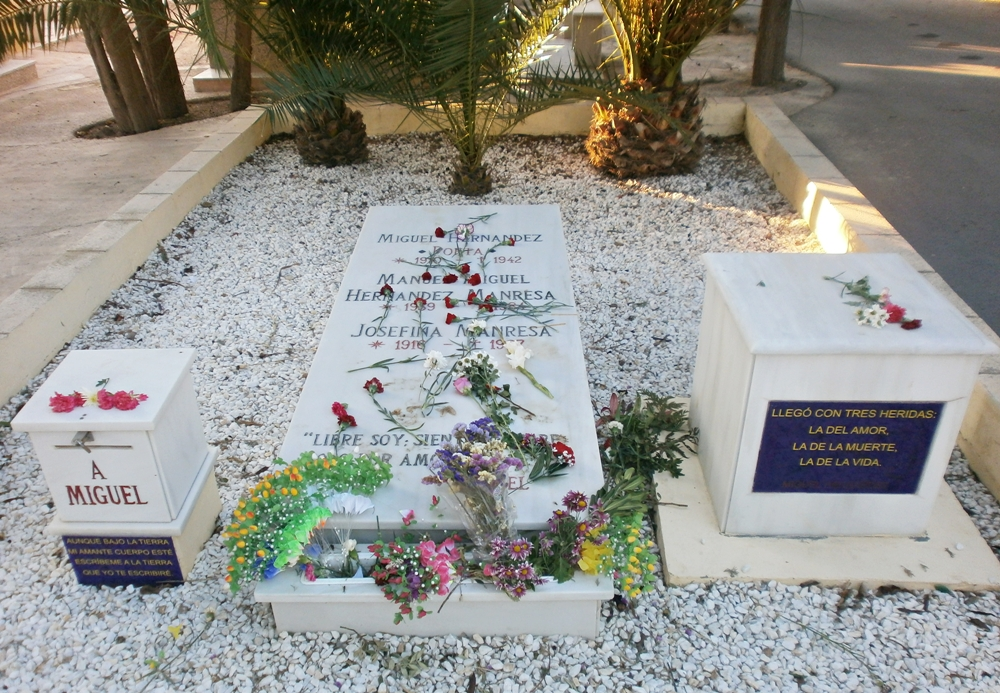
Tumba de Miguel Hernández, Manuel Miguel Hernández y Josefina Manresa en el Cementerio municipal de Alicante.

En el verano de 1986, el Ayuntamiento de Elche acuerda concederle una pensión vitalicia de 50 000 pesetas mensuales, así como el abono de los gastos de estudios de sus dos nietos. En contrapartida, la viuda del poeta cede a la Corporación –hasta que su nieto Miguel cumpla 25 años– una serie compuesta de más de cinco mil objetos entre manuscritos, primeras ediciones, obras plásticas… del autor oriolano, valorados por la Biblioteca Nacional en 1 500 000 euros.
Fallece el 18 de febrero de 1987, en Elche, a consecuencia de un cáncer de mama, siendo sepultada al día siguiente junto a los restos de su marido y su hijo Manuel Miguel en el Cementerio municipal de Alicante.

En la retina de sus ojos –que se ayudaban con unas gafas regaladas por Vicente Aleixandre– ha podido llevarse algunas imágenes imborrables. Un Miguel Hernández, hecho pueblo con su pueblo, en la piedra perenne del monumento de Domínguez Uceta, en Madrid, en la casa-museo de Orihuela, en la Asociación de Amigos del poeta, en la voz de los cantautores y de los poetas; desde Serrat a Joan Báez, desde Cafrune a Paco Ibáñez. El rayo que le habitaba ha cesado. Y la querencia que tenía por el acento de Miguel, ha terminado por salvarla. Y salvada está –y con rúbrica– en el santoral literario.

Martínez Ruiz, Florencio (19 feb. 1987). «Nacida para el luto». ABC (Madrid): 55.

## "Mi querida Josefina"
Desde que Josefina y Miguel se conocen en Orihuela a mediados de 1933 hasta que este fallece en el «Reformatorio de Adultos» de Alicante en marzo de 1942, transcurren apenas nueve años. Si se tiene en cuenta además que desde su detención en Rosal de la Frontera (Huelva) en mayo de 1939 hasta su muerte su existencia se reduce a un constante ir y venir de prisión en prisión, cabe afirmar que la suya –salvo algún telegrama o alguna llamada telefónica– es una relación «por correspondencia». Un recorrido epistolar –desde la carta del «Sábado, 1 de diciembre de 1934. Novia mía: He llegado sin novedad…», hasta la nota escrita en un trozo de papel higiénico («No tengo otro a mano»), pocos días antes de su muerte– en el que algunos especialistas en la obra hernandiana han querido ver la no tan idílica coexistencia de dos mundos antitéticos a los que pertenecen la novia, la esposa y, finalmente, la madre de sus hijos, y la Josefina idealizada, que solo vive en la imaginación del poeta.
Según Josep Maria Balcells (Delgado, Santiago; ed. (1995). «De Josefina a María, y de María a Maruja». Homenaje a María Cegarra (Murcia: Editora Regional): 163-171) –por último–, «son tres las musas involucradas en la confección de El rayo que no cesa: Josefina Manresa, [la poetisa] María Cegarra y [la pintora] Maruja Mallo».

## Distinciones y reconocimientos
- Banda de dama de la Orden del Mérito Civil (dic. 1986).[21]
- Calle Josefina Manresa, Cox 38°08′50.4″N 0°53′08.7″O / 38.147333, -0.885750.
- Calle Josefina Manresa, Quesada 37°50′45.8″N 3°03′55.2″O / 37.846056, -3.065333.
- Carrer Josefina Manresa, Elche (23 mar. 2002) 38°16′41.7″N 0°40′25.4″O / 38.278250, -0.673722.
- Hija adoptiva de Cox (12 dic. 2010).[6]
- Hija predilecta de Quesada.[21]
- (29 ene. 2016). Placa conmemorativa (50 x 70 cm) en la fachada del antiguo cuartel de la Guardia Civil (calle Ángel) con ocasión del centenario del nacimiento de Josefina Manresa en Quesada, obra de la ceramista Consuelo Hurtado:

| Josefina Manresa Aquí nació el 2 de enero de 1916 Josefina Manresa, esposa del poeta Miguel Hernández y protectora de su legado literario durante una vida. Es por ello hija predilecta de Quesada, pueblo que con orgullo mantiene viva su memoria. Quesada, enero de 2016. |

A la izquierda del texto, aparece un retrato de Josefina.

### Museo Miguel Hernández-Josefina Manresa (Quesada)
Como ya se ha mencionado anteriormente, a mediados de 1986, Josefina Manresa cede al Ayuntamiento de Elche una serie de más de cinco mil objetos del poeta, valorados entonces en 1 500 000 euros. Pero hay más.
- La Corporación surgida tras las elecciones municipales de 2011 rechaza la firma de un nuevo acuerdo con los herederos, lo que lleva a estos a interponer una demanda judicial contra el Ayuntamiento ilicitano y depositar la colección en una entidad bancaria.
- Pocos meses más tarde, se produce un primer acercamiento entre la Diputación Provincial de Jaén y los descendientes de Miguel al objeto de lograr el permiso necesario para el uso del poema Aceituneros (conocido generalmente como Andaluces de Jaén) como himno oficial de la provincia. La familia acepta, siendo presentado en el paraninfo del Conservatorio Superior de Música de la capital el 27 de noviembre de 2012.
- Entre tanto, se llevan a cabo encuentros entre el Ayuntamiento de Quesada, la Diputación Provincial y los familiares del poeta, que se materializan en la firma el 14 de agosto de 2012 de un protocolo que permite el traslado de la colección al Instituto de Estudios Giennenses y posterior exposición en el edificio del Museo Zabaleta de Quesada.
- Denominado oficialmente «Museo Miguel Hernández-Josefina Manresa», es inaugurado el 28 de marzo de 2015, con ocasión del 73.º aniversario de la muerte del poeta.

Fondos
Entre las más de 5600 piezas que, aproximadamente, componen la colección, destacan sobremanera los manuscritos de libros como el Cancionero y romancero de ausencias, poemas como Tus cartas son un vino, Aceituneros, la Canción del esposo soldado…; o las famosas cartas a Josefina, pasando por objetos personales como un pañuelo de seda que le regaló en 1937 o la polvera que le trajo de su viaje a la Unión Soviética, ya casados, en septiembre de ese año.
| Legado Miguel Hernández-Josefina Manresa |      |
| * Manuscritos                            | 950  |
| * Cartas                                 | 1750 |
| * Libros                                 | 150  |
| * Fotografías                            | 170  |
| * Objetos personales                     | 30   |
| * Cuadros                                | 150  |
| * Discografía                            | 50   |
| * Prensa                                 | 1500 |
| * Partituras                             | 17   |
| * Varios (sellos, medallas, folletos…)   | 800  |

## En la ficción

### Teatro
| Título original      | Fecha de estreno | Lugar de estreno | Autor            | Director        | Como Josefina |
| -------------------- | ---------------- | ---------------- | ---------------- | --------------- | ------------- |
| Los días de la nieve | 28 mar. 2017     | Quesada (Jaén)   | Alberto Conejero | Chema del Barco | Rosario Pardo |

### Televisión
En 2002 se estrenó en La 1 de RTVE la miniserie biográfica Viento del pueblo. Miguel Hernández, dirigida por José Ramón Larraz y protagonizada por Liberto Rabal, en el papel de Hernández, y Silvia Abascal, como Josefina Manresa.

## Hemerografía
- ABC SEVILLA/ALICANTE (22 jun. 2011). «Editan el epistolario inédito entre Josefina Manresa y Dario Puccini». ABC CULTURAL (Sevilla): 70.
- Astorga, Antonio (1 feb. 2010). «El rayo inédito de Miguel Hernández». ABC CULTURAL (Madrid): 54-55.
- Astorga, Antonio (1 feb. 2010). «El rayo inédito de Miguel Hernández». ABC CULTURAL (Sevilla): 69.
- Díaz Pérez, Eva (25 nov. 2016). «Buscando el perfil secreto del poeta Miguel Hernández». ABC CULTURAL (Sevilla): 66-67.
- Espejo González, Juan [director]; Serrano Alba, José Manuel [coord.] (11 oct. 2017). «Miguel Hernández 75 años». Diario Jaén. ISSN 1576-5334.
- Medina, Tico (30 mar. 1972). «Carta a la viuda de Miguel Hernández». ABC (Madrid): 79, 81, 83.
- Medina, Tico (19 feb. 1987). «Con Josefina, viuda de Miguel Hernández». D7 LOS DOMINGOS DE ABC (Madrid): 24-25.
- Ruiz, Adolfo S. (1 abr. 2015). «Miguel Hernández, a la fi amb Josefina – Obre el museu dedicat al poeta a la localitat de Quesada, on va néixer la seva dona». La Vanguardia (Barcelona): 35.
- Saladrigas, Robert (14 jul. 1988). «Las cartas de Miguel a Josefina». La Vanguardia (Barcelona): 43.